# Donnellsmithia hintonii
Donnellsmithia hintonii är en flockblommig växtart som beskrevs av Mildred Esther Mathias och Lincoln Constance. Donnellsmithia hintonii ingår i släktet Donnellsmithia och familjen flockblommiga växter. Inga underarter finns listade i Catalogue of Life.